# Plongeur (Q00)
El Plongeur fue un buque sumergible francés botado el 16 de abril de 1863. Fue el primer buque de su tipo en ser propulsado por energía mecánica (en lugar de humana). El proyecto fue presentado en 1859 por el capitán de navío Siméon Bourgeois —más tarde vicealmirante— quien, junto al ingeniero naval Charles Brun comenzaron a trabajar en el diseño en el Arsenal de Rochefort terminando los planos en 1860, bajo el nombre en clave Q00 Plongeur.

## Historia y diseño

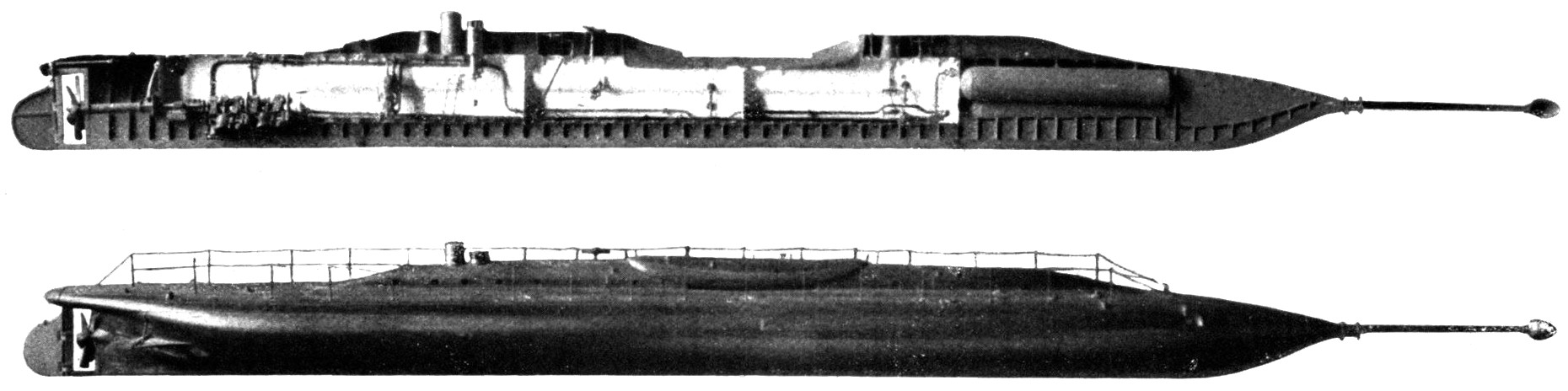
Le Plongeur, 1863

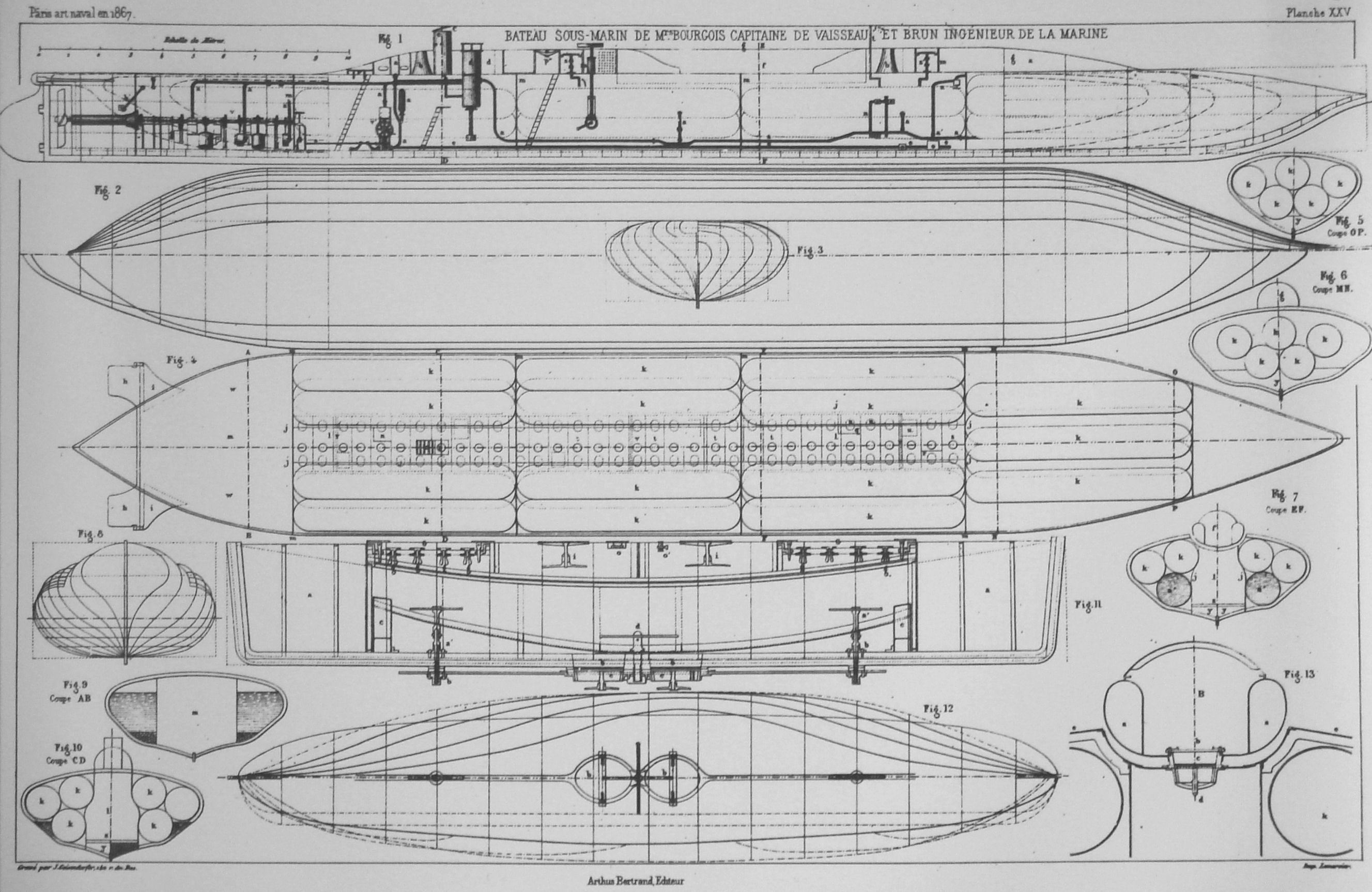
Planos del Plongeur

La idea de construir un buque sumergible había obsesionado durante mucho tiempo las mentes de los inventores, y fueron unos veinte proyectos los que el Consejo de Obras de la Marine Nationale había tenido que examinar desde 1830, cuando, el 24 de noviembre de 1858, el capitán Bourgois presenta al Ministro de Marina un informe sobre La defensa de los puertos mediante la navegación submarina. En 1859 la Junta de Construcción ( Conseil des travaux ) solicitó de sus ingenieros navales diseños de un buque sumergible; de todos ellos fueron seleccionados tres. El proyecto presentado por el capitaine de vaisseau (capitán de navío) Siméon Bourgeois y el ingeniero naval Charles Brun, interesa a las altas autoridades marítimas a pesar de algunas reticencias del arquitecto naval Henri Dupuy de Lôme, entonces Jefe de Equipo, quien finaliza su presentación de la siguiente manera: «En resumen, creo en el éxito del barco submarino y su navegación más o menos precisa, pero no tengo confianza en los medios propuestos para dañar a los barcos enemigos». El 11 de febrero de 1859, el almirante Ferdinand-Alphonse Hamelin, entonces Ministro de Marina, pidió a los arsenales que establecieran proyectos de ejecución. El 14 de septiembre de mismo año, el ministro pidió a Charles Brun que completara sus planos, y el 24 de enero de 1860, el Comité de Empresa decidió continuar con el proyecto y fijar el cronograma dándose el 17 de febrero de 1860 al proyecto el nombre Plongeur  con la designación en clave Q00.
El sumergible tenía la forma de puro aplanado, puntiagudo en la parte delantera, ahuecado en la parte trasera, para albergar una hélice de cuatro palas con un diámetro de dos metros, y los timones: uno vertical y dos horizontales. En el tercio trasero, el casco, fabricado en chapa de 8 mm. estaba coronado por una torreta cilíndrica de 1,5 m de altura y 0,60 m de diámetro perforado con ocho ojos de buey y cerrado por un panel. En el medio y extendiéndose hacia adelante, una superestructura de 0,73 m de altura para albergar una embarcación insumergible, comunicándose con el interior de la nave a través de dos arquetas. Esta canoa, que se puede lanzar en inmersión, podía alojar a los doce tripulantes.
Internamente, el casco está dividido por dos mamparos longitudinales y cinco mamparos transversales estancos, cada uno con una puerta. El compartimento trasero alberga la máquina. Los demás contienen los lastres destinados a ser llenados de agua según la flotabilidad y los veintitrés tanques de aire comprimido a 12 kg/cm2 de 7,24 m de largo por 1,12 m; 9 a cada lado, en tres grupos de tres, y cinco en el compartimento delantero. Un colector de agua longitudinal, que comunica por delante y por detrás con el exterior, permite llenar y expulsar los lastres. Un colector de aire, conectado a los tanques, alimenta el motor, recarga los tanques y expulsa el agua de los lastres. Parte del lastre está formado por viejos proyectiles de cañón que se pueden dejar caer en caso de peligro.
Se necesitan 33 t de agua para garantizar una inmersión completa. En 1863 se instalará un regulador de buceo, compuesto por dos pistones, accionados manualmente para obtener una inmersión más precisa. La inmersión máxima se fija en 12 m por temor al mal de cámara debido a la presión. La navegación estaba asegurada por varios dispositivos ubicados en la parte inferior de la torreta: brújulas magnéticas, manómetros de inmersión, péndulo de actitud e inclinómetro de balanceo. La iluminación proporcionada por dos ojos de buey en la parte superior del casco, en el segundo y tercer compartimentos, se refuerza con linternas adosadas: dos cerca de la máquina, una en la bomba, una en el regulador y dos en la parte delantera.
El Plongeur estaba propulsado por un motor de aire comprimido que, almacenado impulsaba un motor alternativo. El aire estaba contenido en 23 tanques que contenían aire a una presión de 12,5 bar (1,25 MPa, 180 psi ), ocupando una gran cantidad de espacio (153 m³) y requiriendo que el sumergible fuera de un tamaño sin precedentes. El motor con una potencia de 60 kW (80 CV) podía propulsar al sumergible a 5 millas náuticas (9 km), a una velocidad de 4 nudos (7,2 km/h). Asimismo, se utilizó aire comprimido para vaciar sus tanques de lastre, que tenían un volumen de 53 m³. El lastre fue de 212,35 t, incluido el de seguridad de 34 t. La máquina, con cuatro cilindros de simple efecto cuyas bielas se enganchan de dos en dos, ocupa una superficie de 3 m por 0,95 m. El escape del motor principal y de los motores auxiliares (bombas) se realiza en el interior del borde, aportando aire fresco a la tripulación, a una ligera sobrepresión regulada por válvulas conectadas al exterior y accionadas de forma continua por un vigilante, de modo que el interior la presión es siempre mayor que la presión externa.
Estaba armado con un ariete para abrir brechas en el casco de los barcos enemigos, y un Torpedo de pértiga disparado eléctricamente; aunque más tarde el vicealmirante Bourgeois —que fue después de 1871 el presidente de la primera Comisión de Defensa Submarina— se opuso al uso de torpedos como arma principal en la guerra comercial.

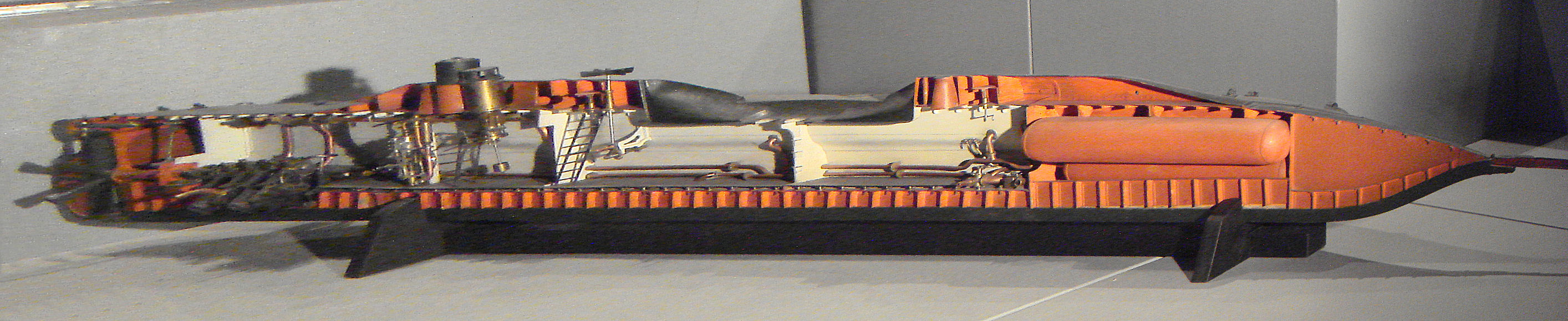
Sección longitudinal del Le Plongeur

## Historial operativo

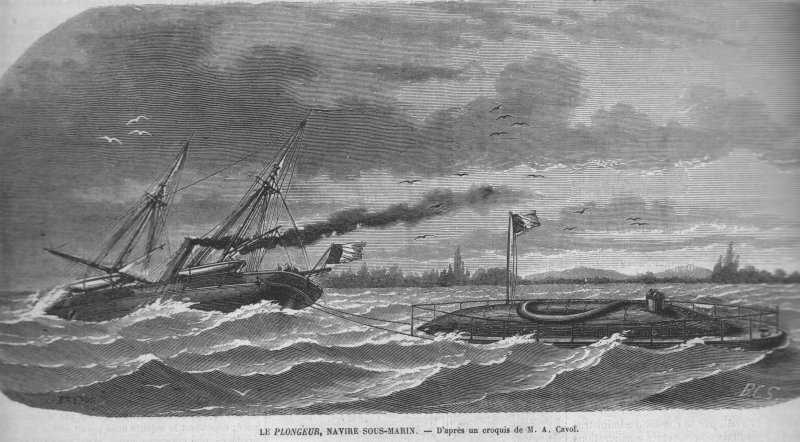
El Plongeur remolcado por La Vigie, 1863

El sumergible estaba comandado por el lieutenant de vaisseau (teniente de navío) Marie-Joseph-Camille Doré, nativo de La Rochelle y héroe de la Guerra de Crimea
- 8 de junio de 1863: Con el Plongeur amarrado, la máquina se puso en marcha durante 43 minutos. El funcionamiento de la máquina fue completamente satisfactorio y el descenso de la temperatura, en la emisión del aire, no tuvo consecuencias apreciables. Un metro cúbico de aire comprimido a 12 atmósferas produjo 112,548 kg/m³, lo que supera las previsiones de Bourgois.
- 6 de octubre de 1863: el Plongeur realizó sus primeras pruebas navegando por el río Charente hacia el puerto de Cabane Carrée en un viaje de ida y vuelta, cubriendo 7 millas a una velocidad media de 3,91 nudos.

Las pruebas de inmersión en mar abierto se decidieron entonces para principios de 1864. Se asignó a las pruebas un Aviso, el Vigie, así como un buque nodriza, el Cachalot, destinado a llevar un compresor de aire y el equipo necesario para abastecer de aire comprimido, así como de alojamiento para el personal
- 2 de noviembre de 1863: es remolcado hacia Port-des-Barques, donde se planearon sus primeras pruebas submarinas. Debido a las malas condiciones meteorológicas, el submarino fue finalmente remolcado a La Rochelle.
- 14 de febrero de 1864: durante las pruebas en el Bassin à flot, Burdeos el motor se sobre aceleró debido a una admisión excesiva de aire comprimido y el submarino chocó contra el muelle. Los ensayos se detuvieron.
- 18 de febrero de 1864: fue remolcado a La Pallice y se sumergió a 9 m.

Los problemas de estabilidad debidos a su longitud (43 m) limitaron la profundidad máxima de inmersión a 10 m; la proa del submarino tendía a sumergirse primero golpeando el fondo, de modo que el submarino se deslizaba hacia adelante; por ello, se instalaron bombas para compensar la inclinación, aunque resultaron demasiado lentas para ser efectivas; la instalación de timones longitudinales habría mejorado la estabilidad, como más tarde se demostró con los sumergibles Gymnote (Q1) y Gustave Zédé (Q2). Durante el año 1866 se realizaron ciertos estudios para corregir los inconvenientes observados durante las pruebas, en particular la mediocre resistencia a la inmersión, principalmente debido al continuo aligeramiento resultante del consumo de aire comprimido, mal compensado por el regulador. El ingeniero Lobelin de Dionne, que había sucedido a Charles Brun en 1865, hizo instalar una hélice de eje vertical, operada manualmente para superar estos inconvenientes; además, propuso instalar timones horizontales en la parte delantera, pero nunca se hizo.
Para entonces, Dupuy de Lôme, entonces Director de Construcciones Navales esta convencido de la poca utilidad táctica de la nave y comenta: «El submarino resulta ilusorio mientras no exista un motor cuyo peso no varié durante su operación». Otras desventajas, no tan importantes, se debían a los cambios de presión derivados de la expansión del aire comprimido, que provocaba una espesa neblina en el interior del buque, «a la vez que impresiones desagradables para los oídos de los tripulantes». Por lo tanto, el estudio del Plongeur, que a fin de cuentas era solo un barco experimental, no fue más allá.
- 20 de junio de 1867: el Plongeur fue desarmado.

Un modelo del Plongeur se exhibió en la Exposición Universal de París de 1867, donde fue estudiado por Julio Verne , quién lo usó como inspiración, y publicó tres años después su novela Veinte mil leguas de viaje submarino (1870).
- 2 de febrero de 1872: después de realizar varios experimentos, la marina francesa pasó el buque a la reserva.

## Conversión

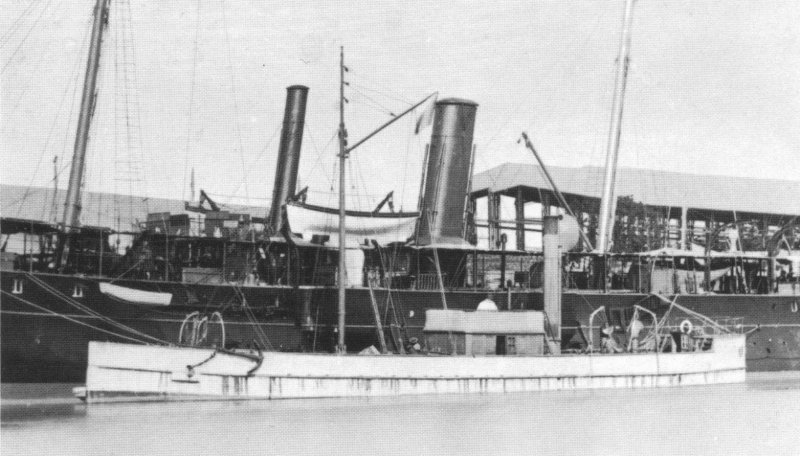
El Plongeur en uso como buque aljibe a principios del siglo XX

- 1 de enero de 1873: El sumergible es reactivado como un buque aljibe de agua y equipado con un motor de vapor compuesto de dos cilindros de 90 kW (120 hp), y asignado al puerto de Rochefort; en 1898 se le instaló un motor procedente de un torpedero (Torpilleur No 74).

Habiendo disminuido apreciablemente las necesidades del Arsenal de Rochefort se decide el envío del Plongeur a la Base Naval de Toulon por Despacho Ministerial del 25 de junio de 1927. Fue dado de baja el 25 de diciembre de 1935 y vendido para desguace por 25143 francos a M. Negri el 26 de mayo de 1937.
Como señala Henri Le Masson en su obra Du Nautilus au Redoutable: «Muchas incertidumbres en el problema de la navegación submarina fueron aclaradas por los experimentos y pruebas del Plongeur. Hubiera sido interesante continuarlos, especialmente en lo que respecta a los problemas de inmersión». Pero, cuando veinte años después, los ingenieros navales Dupuy de Lôme, Gustave Zédé y Gaston Romazotti estudiaban el proyecto del sumergible Gymnote, los archivos del Plongeur les resultaron preciosos. De ahí el interés de separar las cajas de control de los balastos; la definición de sus respectivos volúmenes con respecto al volumen del casco; la necesidad de timones horizontales en la proa; organización de colectores de agua y aire; instalaciones de seguridad. Tantos problemas que se habían resuelto en parte.